# Sencseni Értéktőzsde
A Sencseni Értéktőzsde (SZSE) (egyszerűsített kínai: 深圳证券交易所) a Kínai Népköztársaság
három értéktőzsdéjének egyike. A 9. legnagyobb értéktőzsde Ázsiában. Sencsenben van. 1990. december 1-jén alapították. A cég kulcsfigurái Chen Dongzheng és Song Liping.
A Sanghaji és a Sencseni értéktőzsdén több mint 1500 cég van bejegyezve.